# Always Be My Baby
«Always Be My Baby» en español (siempre serás mi bebé) (debido a: 'cause you'll always be my baby) es una canción escrita y producida por la cantautora estadounidense Mariah Carey, el rapero Jermaine Dupri y el compositor Manuel Seal. Cuarto sencillo del álbum Daydream (1995), la canción fue lanzada mundialmente el 8 de enero de 1996 y alcanzó el número uno en la lista estadounidense Billboard Hot 100, el número dos en Canadá y entró entre las veinte primeras posiciones en la mayoría de las listas en las que figuró. Aunque la letra se refiere a una relación terminada, la protagonista le dice a su expareja "siempre serás mi chico" y afirma que volverá cuando se dé cuenta de lo mucho que la echa de menos. La canción fue nominada al premio Grammy de 1996 a la Mejor Interpretación Vocal R&B Femenina, aunque no lo consiguió.

## Recepción
"Always Be My Baby" se estrenó en las emisoras de radio de Estados Unidos el 8 de enero de 1996, convirtiéndose en el undécimo número uno de Mariah Carey en la lista Billboard Hot 100. Sin embargo, al contrario que los anteriores sencillos ("Fantasy" y "One Sweet Day"), la canción no debutó en el primer puesto, sino en el número dos, siendo bloqueada por la canción "Because You Loved Me" de Céline Dion (canción que reemplazó "One Sweet Day" en el número 1), y alcanzó la primera posición cuatro semanas después. Allí permaneció dos semanas, y nueve en la segunda posición. "Always Be My Baby" consiguió también alcanzar el número uno en la lista Hot R&B/Hip-Hop Singles & Tracks.
"Always Be My Baby" fue la canción más radiada en Estados Unidos en 1996, consiguiendo llegar al número uno en la lista Hot 100 Airplay de fin de año, aunque sin conseguirlo en la lista Hot 100 Airplay del resto del año. Debido a la emisión de la canción en la radio, se convirtió en el primer número uno de Carey en la lista Adult Top 40. También llegó a las cinco primeras posiciones de las listas Adult Contemporary y Top 40 Mainstream.
Fuera de Estados Unidos, la canción fue tuvo un éxito moderado, aunque no igualó el conseguido por "Fantasy" en la mayoría de los mercados. Aunque en general la acogida fue menor que con "One Sweet Day", entró en las cinco primeras posiciones en Canadá y Reino Unido, donde la recepción fue mejor que con los anteriores sencillos del álbum Daydream. En Australia, alcanzó el top 20.

## Vídeos y remixes y otras versiones
El vídeo de "Always Be My Baby" fue el segundo que dirigió Mariah Carey. En él, Carey aparece como la narradora de una historia de amor entre dos jóvenes, quienes se escapan juntos en medio de la noche. El vídeo se grabó en el campamento benéfico de la cantante, llamado Camp Mariah.
El remix principal de la canción, llamado "Always Be My Baby" (Mr. Dupri Mix), utiliza un sample de la canción "Tell Me If You Still Care", de The S.O.S. Band. Para esta versión, se volvieron a grabar las voces y se modificó el ritmo, además de incluir las voces de Xscape. Este remix fue el primero en el que participó Da Brat, quien se convertiría en la mejor amiga de Carey y colaboraría rapeando en remixes de "Honey" (1997), "I Still Believe" (1998), "Heartbreaker" (1999) y "Loverboy" (2001) y "4real 4real" de su último álbum E=MC² entre otras. Por su lado, Mariah también ha colaborado en la canción de Da Brat "Gotta Thing 4 U" (2002). Se grabó un vídeo para la mezcla Mr. Dupri Mix, en el que aparecen Carey, Da Brat y Xscape en la antigua mansión de Carey. Está rodado en blanco y negro y de él se extrajo la imagen de Carey con una boina blanca que se convertiría en la portada del sencillo.
David Morales y Satoshi Tomiie, de Def Mix Productions, crearon una serie de remixes dance con nuevas voces. Por su parte, Lil' Vicious hizo un remix reggae de la canción.
En la 7ª temporada de American Idol, David Cook interpretó una versión rock de "Always Be My Baby".

## Lista de pistas
EE. UU., CD sencillo
1. «Always Be My Baby» (Álbum Versión)
2. «Always Be My Baby» (Mr. Dupri Mix) (con Da Brat y Xscape)
3. «Slipping Away»

EE. UU., CD maxisencillo
1. «Always Be My Baby» (Mr. Dupri No Rap Radio Mix) (con Xscape)
2. «Always Be My Baby» (Mr. Dupri Mix) (con Da Brat y Xscape)
3. «Always Be My Baby» (Mr. Dupri Extended Mix) (con Da Brat y Xscape)
4. «Always Be My Baby» (Reggae Soul Mix) (con Lil' Vicious)
5. «Always Be My Baby» (Álbum Versión)

Canadá/Europa/Australia, CD sencillo
1. «Always Be My Baby» (Álbum Versión)
2. «Always Be My Baby» (Mr. Dupri Mix) (con Da Brat y Xscape)
3. «Fantasy» (Álbum Versión)

Reino Unido, CD sencillo 2
1. «Always Be My Baby» (Def Classic Radio Version)
2. «Always Be My Baby» (Always Club Mix)
3. «Always Be My Baby» (Dub-a-Baby)
4. «Always Be My Baby» (Groove a Pella)
5. «Always Be My Baby» (St Dub)

## Posicionamiento
| Lista (1996)                           | Máxima posición |
| -------------------------------------- | --------------- |
| Alemania (Offizielle Deutsche Charts)  | 76              |
| Australia (ARIA)                       | 17              |
| Brasil                                 | 4               |
| Canadá (RPM Top Singles)               | 1               |
| España (Spain Airplay Music & Media)   |                 |
| Estados Unidos (Billboard Hot 100)     | 1               |
| Estados Unidos (ARC Weekly Top 40)     | 1               |
| Estados Unidos (Adult Contemporary)    | 2               |
| Estados Unidos (Adult Top 40)          | 1               |
| Estados Unidos (Hot Dance Club Songs)  | 6               |
| Estados Unidos (Hot R&B/Hip-Hop Songs) | 1               |
| Estados Unidos (Mainstream Top 40)     | 3               |
| Estados Unidos (Rhythmic Songs)        | 1               |
| Israel                                 | 1               |
| Japón                                  | 10              |
| Panamá (UPI)                           | 4               |
| Reino Unido (UK Singles Chart)         | 3               |
| Suecia (Sverigetopplistan)             | 38              |